# Андрусівське перемир'я
54°17′47″ пн. ш. 31°30′44″ сх. д. / 54.2964° пн. ш. 31.5122° сх. д.

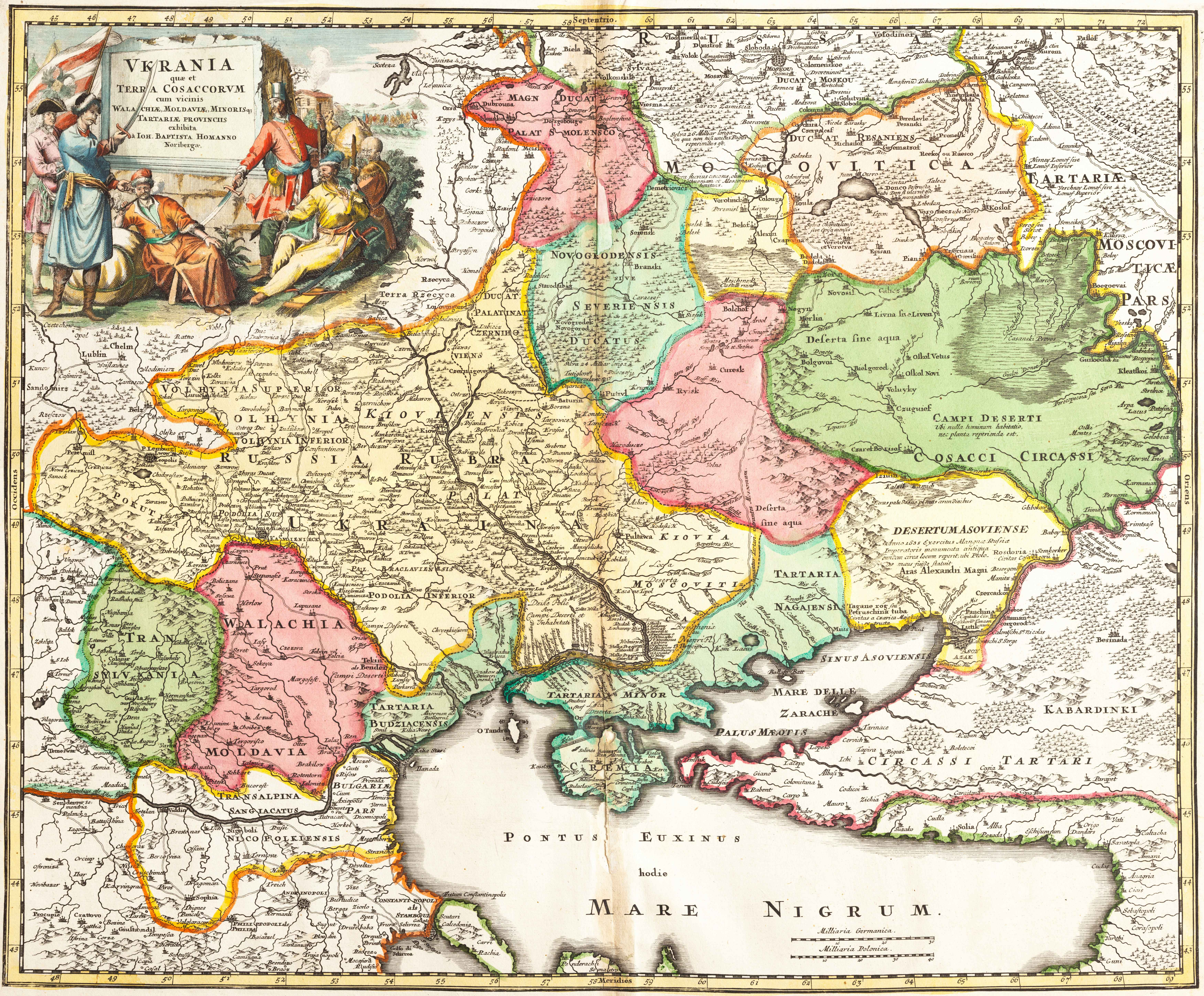
На мапі за 1720 рік Йоганна Гоманна наслідки Андрусівського перемир'я по різному вказані. Показана окупація України як «Kiovia Moscovitica» (Московська Київщина), а вздовж Дніпра проведено пунктир.

Андрусівське сепаратне перемир'я 1667 (Андрусівський сепаратний договір, Андрусівський мир) — угода між Московським царством і Річчю Посполитою про припинення війни, підписана (30 січня) 9 лютого 1667 року в селі Андрусове під Смоленськом терміном на 13,5 років. Угода стала завершенням московсько-польської війни 1654—1667 років.
До миру з московитами поляків змусив рокош (заколот) Єжи Себастьяна Любомирського, що охопив значну територію Речі Посполитої. Андрусівський сепаратний договір визначив місце Московського царства, Речі Посполитої та України в системі міжнародних відносин 1660—1680-х.

## Умови договору
За умовами сепаратного договору:
- припинилась польсько-московська війна 1654—1667;
- встановлювалося перемир'я на 13,5 років;
- під владою Московської держави залишалась Лівобережна Україна, Сіверська земля з Черніговом і Стародубом, а також Смоленськ;
- в складі Речі Посполитої залишалися Правобережна Україна (крім Києва) і Білорусь з Вітебськом, Полоцьком і Двінськом;
- Київ з околицями на два роки передавався Московському царству, проте в умові був ряд застережень, які давали можливість залишити Київ за Московським царством назавжди;
- Запорозька Січ мала перебувати під спільною владою обох держав;
- царський уряд зобов'язувався виплатити Речі Посполитій як компенсацію за втрачені шляхтою землі на Лівобережній Україні 1 млн польських злотих (близько 200 тисяч рублів).
- Річ Посполита і Московське царство зобов'язувались у випадку татарських набігів на Україну разом виступити проти кримського хана та Османської імперії, що викликало з її боку ворожу реакцію, підсилену підтримкою Франції, Англії, Голландії та Австрії.

## Реакція українського козацтва
Сепаратне перемир'я, в обговоренні умов якого українські посли брали участь лише в єдиному раунді 1660-го року, викликало козацьке повстання. Андрусівський договір, порушивши умови Переяславської Ради (1654) та інших договорів з гетьманами Богданом Хмельницьким, Юрієм Хмельницьким та Іваном Брюховецьким, закріпив насильницький поділ української етнічної території на дві частини — Правобережну Україну і Лівобережну Україну, остаточно затверджений так званим Вічним миром в 1686 році. Проти Андрусівського сепаратного миру рішуче виступали гетьманські уряди Петра Дорошенка, І. Брюховецького, П. Суховієнка, а згодом і Дем'яна Многогрішного та Івана Самойловича, які протягом свого правління практично його не виконували. Порозуміння Московського царства й Речі Посполитої за рахунок поділу території козацької держави спричинило зростання політичного впливу в українському суспільстві козацької старшини, яка спиралася на підтримку Османської імперії та Кримського ханства. Після 1667-го поглибився внутрішньополітичний розкол в тодішній Україні.

### Московські пункти
Внаслідок зайнятої гетьманськими урядами позиції більшість із статей Андрусівського сепаратного миру не було виконано, а московсько-польські переговори щодо сфер впливу на Українську козацьку державу відразу продовжилися укладанням додаткових до Андрусівського сепаратного договору постанов — так званих Московських пунктів.
Згідно з першими Московським пунктами від 14 (04) грудня 1667, Московія надавала Речі Посполитій військову допомогу для боротьби з П. Дорошенком.
За другими Московськими пунктами від 9 квітня (30 березня) 1672 передбачалося, зокрема, відкладення спірного питання про передачу Києва Речі Посполитій до 1674.
Треті Московські пункти від 13 (03) серпня 1678 передбачали продовжити Андрусівський сепаратний мир ще на 13 років, починаючи з 1 червня 1680. Статті Андрусівськиого сепаратного договору підтверджувалися і під час спеціальних зустрічей («з'їздів») московських і польських дипломатів у Андрусові 17(07) березня 1670, 10 січня 1675 (31 грудня 1674).

## Політичні наслідки
Андрусівський сепаратний мир був спрямований також проти військової могутності Османської імперії, відображав вимушений компроміс сторін і засвідчував наявність геополітичної рівноваги у Східній Європі. Уряд Османської імперії негативно відреагував на укладений договір і розпочав підготовку до боротьби з обома державами. Водночас Андрусівський сепаратний мир започаткував процес поступової втрати Українською козацькою державою статусу суб'єкта міжнародно-правових відносин. Проте договір 1667 не означав зникнення з карти Європи Української козацької держави, яка, незважаючи на існування двох політичних центрів (Правобережжя та Лівобережжя), продовжувала існувати як єдиний державний організм.